# Liste der Monuments historiques in Bordeaux
Die Liste der Monuments historiques in Bordeaux führt die Monuments historiques in der französischen Stadt Bordeaux auf.

## Liste der Bauwerke
| Bezeichnung                                      | Beschreibung | Standort                                                            | Kennzeichnung | Schutzstatus           | Datum          | Bild |
| ------------------------------------------------ | ------------ | ------------------------------------------------------------------- | ------------- | ---------------------- | -------------- | ---- |
| Kirche Ste-Croix                                 |              | (Lage)                                                              | PA00083177    | Classé                 | 1840           |      |
| Ehemaliges Hôtel de Ville                        |              | Rue Saint-James (Lage)                                              | PA00083210    | Classé                 | 1886           |      |
| Basilika Saint-Michel                            |              | Place Saint-Michel (Lage)                                           | PA00083172    | Classé                 | 1846           |      |
| Basilika Saint-Seurin                            |              | Place des Martyrs-de-la-Résistance (Lage)                           | PA00083175    | Classé                 | 1840           |      |
| Bourse du travail                                |              | Rue Jean-Burguet (Lage)                                             | PA00083158    | Classé                 | 1998           |      |
| Boutique                                         |              | 34 rue des Ayres (Lage)                                             | PA00083159    | Inscrit                | 1962           |      |
| Caisse d’Épargne de Mériadeck                    |              | 59 rue du Château d’Eau (Lage)                                      | PA33000174    | Inscrit                | 2014           |      |
| Feuerwehrkaserne                                 |              | 1 rue de la Benauge (Lage)                                          | PA33000175    | Inscrit                | 2014           |      |
| Kathedrale von Bordeaux                          |              | Place Pey-Berland (Lage)                                            | PA00083160    | Classé                 | 1862           |      |
| Centre hospitalier spécialisé Charles-Perrens    |              | 121 rue de la Béchade (Lage)                                        | PA33000014    | Inscrit                | 1997           |      |
| Kapelle Saint-Joseph                             |              | Rue Paul-Louis-Lande Rue Magendie (Lage)                            | PA00083161    | Classé                 | 1978           |      |
| Chapelle des Spiritains                          |              | 20 rue Gratiolet (Lage)                                             | PA33000205    | Inscrit                | 2017           |      |
| Chartreuse le Caoulet                            |              | 29 rue Thérésia-Cabarrus (Lage)                                     | PA33000127    | Inscrit                | 2009           |      |
| Chartreuse de Mirande                            |              | 20 avenue de Mirande (Lage)                                         | PA00083162    | Classé                 | 1980           |      |
| Château du Hâ                                    |              | Cours d’Albret (Lage)                                               | PA00083184    | Inscrit                | 1965           |      |
| Cimetière des Avignonnais (Friedhof)             |              | 47 rue Sauteyron (Lage)                                             | PA00135174    | Inscrit                | 1995           |      |
| Cimetière de la Chartreuse                       |              | Rue Georges-Bonnac (Lage)                                           | PA00083163    | Classé                 | 1921           |      |
| Ehemaliger jüdischer Friedhof                    |              | 105 cours de la Marne (Lage)                                        | PA00135175    | Inscrit                | 1995           |      |
| Jüdischer Friedhof                               |              | 176 cours de l’Yser (Lage)                                          | PA00135176    | Inscrit                | 1995           |      |
| Colonnes rostrales de l’esplanade des Quinconces |              | Esplanade des Quinconces Quai Louis-XVIII (Lage)                    | PA33000075    | Inscrit                | 2004           |      |
| Couvent des Annonciades                          |              | 54 Rue Magendie 64 rue Paul-Louis-Lande (Lage)                      | PA00083165    | Inscrit Classé Inscrit | 1974 2001      |      |
| Kreuz auf dem ehemaligen Friedhof Saint-Projet   |              | Place Saint-Projet (Lage)                                           | PA00083166    | Inscrit                | 1926           |      |
| Distillerie Sécrestat                            |              | 40 à 50 cours du Médoc (Lage)                                       | PA00125240    | Inscrit                | 1993           |      |
| École de médecine et de chirurgie                |              | 42 rue Lalande (Lage)                                               | PA00083168    | Classé                 | 1990           |      |
| Kirche Notre-Dame                                |              | Place du Chapelet (Lage)                                            | PA00083170    | Classé                 | 1908           |      |
| Reste der Kirche Notre-Dame de la Place          |              | 17 place Pey-Berland (Lage)                                         | PA33000016    | Inscrit                | 1997           |      |
| Kirche St-Bruno                                  |              | Rue François-de-Sourdis (Lage)                                      | PA00083169    | Classé                 | 1862           |      |
| Kirche Ste-Eulalie                               |              | (Lage)                                                              | PA00083178    | Classé                 | 2017           |      |
| Kirche St-Éloi                                   |              | Rue Saint-James (Lage)                                              | PA00083171    | Classé                 | 1921           |      |
| St. Louis des Chartrons                          |              | Place de Langalerie (Lage)                                          | PA33000201    | Inscrit                | 2016           |      |
| Kirche Sainte-Marie-de-la-Bastide                |              | 62 avenue Thiers (Lage)                                             | PA33000200    | Inscrit                | 2016           |      |
| Kirche Saint-Paul-Saint-François-Xavier          |              | Rue des Ayres (Lage)                                                | PA00083911    | Classé                 | 1997           |      |
| Kirche St-Pierre                                 |              | Place Saint-Pierre (Lage)                                           | PA00083173    | Classé                 | 1908           |      |
| Kirche St-Projet                                 |              | Rue Tustal (Lage)                                                   | PA00083176    | Inscrit                | 1965           |      |
| Kirche St-Rémi                                   |              | Rue Jouannet (Lage)                                                 | PA00083174    | Classé                 | 1923           |      |
| Entrepôt Lainé                                   |              | Place Lainé (Lage)                                                  | PA00083179    | Inscrit                | 1973           |      |
| Faculté de médecine et de pharmacie              |              | Place de la Victoire (Lage)                                         | PA33000202    | Inscrit                | 2016           |      |
| Fontaine                                         |              | 197 rue du Tondu (Lage)                                             | PA33000169    | Inscrit                | 2013           |      |
| Fontaine Amédée-Larrieu                          |              | Place Amédée-Larrieu (Lage)                                         | PA00083180    | Inscrit                | 1975           |      |
| Fontaine Daurade                                 |              | Rue des Piliers-de-Tutelle Rue Pont-de-la-Mousque (Lage)            | PA33000024    | Inscrit                | 2000           |      |
| Fontaine de la Grave                             |              | Quai des Salinières (Lage)                                          | PA00083182    | Inscrit                | 1925           |      |
| Fontaine Sainte-Croix                            |              | (Lage)                                                              | PA00083183    | Classé                 | 1890           |      |
| Fontaine Saint-Projet                            |              | Place Saint-Projet (Lage)                                           | PA00083181    | Classé                 | 1908           |      |
| Formes de radoub du port                         |              | Quai du Maroc Rue des Etrangers (Lage)                              | PA33000102    | Inscrit                | 2008           |      |
| Galerie Bordelaise                               |              | Rue des Piliers-de-Tutelle Rue Sainte-Catherine (Lage)              | PA00083185    | Inscrit                | 1975           |      |
| Gare de Bordeaux-Bastide                         |              | Quai des Queyries (Lage)                                            | PA00083186    | Inscrit                | 1984           |      |
| Bahnhof Bordeaux-Saint-Jean                      |              | Rue Charles-Domercq (Lage)                                          | PA00083187    | Inscrit                | 1984           |      |
| Stadttheater                                     |              | Place de la Comédie (Lage)                                          | PA00083188    | Classé                 | 1899           |      |
| Synagoge                                         |              | 36 cours Pasteur Rue du Grand-Rabbin-Cohen (Lage)                   | PA00083914    | Classé                 | 1998           |      |
| Glocke                                           |              | 103 cours Victor-Hugo 44 rue Saint-James (Lage)                     | PA00125239    | Inscrit                | 1993           |      |
| Hôtel                                            |              | 55 cours Georges-Clemenceau (Lage)                                  | PA00083212    | Inscrit                | 1935           |      |
| Hôtel                                            |              | 5 place Jean-Jaurès 2 rue Esprit-des-Lois (Lage)                    | PA00083213    | Inscrit                | 1963           |      |
| Hôtel des archives départementales de la Gironde |              | 13, 25 rue d’Aviau (Lage)                                           | PA33000018    | Inscrit                | 1998           |      |
| Hôtel de Babylone                                |              | 22 rue Castéja (Lage)                                               | PA00132530    | Classé                 | 2004           |      |
| Hôtel Baour                                      |              | 9 cours du Chapeau-Rouge (Lage)                                     | PA00083189    | Inscrit                | 1935           |      |
| Hôtel de Basquiat                                |              | 29 cours d’Albret (Lage)                                            | PA00083190    | Classé                 | 1959           |      |
| Hôtel de la Bourse                               |              | Place de la Bourse (Lage)                                           | PA00083191    | Classé                 | 1916 1942      |      |
| Hôtel Boyer-Fonfrède                             |              | 1 cours du Chapeau-Rouge (Lage)                                     | PA00083192    | Inscrit                | 1963           |      |
| Hôtel de Bryas                                   |              | 15 place Charles Gruet (Lage)                                       | PA33000157    | Inscrit Classé         | 2012 2015      |      |
| Hôtel de la Faïencerie                           |              | 15 cours de Verdun (Lage)                                           | PA33000109    | Inscrit                | 2009           |      |
| Hôtel Fenwick                                    |              | 1 cours Xavier-Arnozan (Lage)                                       | PA00083194    | Inscrit                | 1935           |      |
| Hôtel Gradis                                     |              | 138 cours Victor-Hugo (Lage)                                        | PA00083195    | Classé                 | 1964           |      |
| Hôtel Journu                                     |              | 3 cours du Chapeau-Rouge (Lage)                                     | PA00083196    | Inscrit                | 1935           |      |
| Hôtel Labottière                                 |              | 29 rue Labottière (Lage)                                            | PA00083197    | Inscrit Classé         | 1935 1938      |      |
| Musée des arts décoratifs et du design           |              | 39 rue Bouffard (Lage)                                              | PA33000203    | Inscrit                | 2016           |      |
| Hôtel Lecomte de Latresne                        |              | 8 rue de Cheverus (Lage)                                            | PA33000166    | Inscrit                | 2012           |      |
| Hôtel Lisleferme                                 |              | 5 place Bardineau (Lage)                                            | PA00083198    | Inscrit                | 1935           |      |
| Hôtel Marbotin                                   |              | 28 rue Blanchard-Latour (Lage)                                      | PA00083199    | Inscrit                | 1967           |      |
| Hôtel de la Marine                               |              | 9 place Tourny (Lage)                                               | PA00083200    | Classé                 | 1912           |      |
| Hôtel Mel de Fontenay                            |              | 23 rue Monbazon (Lage)                                              | PA33000101    | Inscrit                | 2008           |      |
| Hôtel Pichon-Longueville                         |              | 9 rue Poquelin-Molière (Lage)                                       | PA00083203    | Inscrit                | 1930           |      |
| Hôtel Piganeau                                   |              | 4 rue Esprit-des-Lois (Lage)                                        | PA00083204    | Inscrit                | 1955           |      |
| Hôtel de Poissac                                 |              | 27 cours d’Albret Rue Pierlot (Lage)                                | PA00083205    | Inscrit Classé         | 1930 1939 1961 |      |
| Hôtel de préfecture de la Gironde                |              | Rue Esprit-des-Lois cours du Chapeau-Rouge Rue Louis (Lage)         | PA00083208    | Inscrit Classé         | 1935 1993 1997 |      |
| Hôtel Raba                                       |              | 67 cours Victor-Hugo (Lage)                                         | PA00083206    | Classé                 | 1975           |      |
| Hôtel de Ragueneau                               |              | 71 rue du Loup (Lage)                                               | PA00083201    | Classé                 | 1964           |      |
| Hôtel de Ruat                                    |              | 33 rue de Ruat (Lage)                                               | PA00083207    | Inscrit                | 1965           |      |
| Hôtel Saint-François                             |              | 20-22-24-26 rue du Mirail, 44-46-48-50-52 rue Saint-François (Lage) | PA33000168    | Classé                 | 2013           |      |
| Hôtel Saint-Marc                                 |              | 91 cours d’Albret (Lage)                                            | PA00083209    | Classé                 | 1921           |      |
| Haus                                             |              | 33 rue Paul-Louis Lande (Lage)                                      | PA33000173    | Inscrit                | 2014           |      |
| Haus                                             |              | 1 Place Bir-Hakeim (Lage)                                           | PA00083214    | Inscrit                | 1951           |      |
| Haus                                             |              | 2 Place Bir-Hakeim (Lage)                                           | PA00083215    | Inscrit                | 1951           |      |
| Haus                                             |              | 3 Place Bir-Hakeim Rue de la Tour-du-Pin (Lage)                     | PA00083216    | Inscrit                | 1951           |      |
| Haus                                             |              | 4 Place Bir-Hakeim Rue de la Tour-du-Pin (Lage)                     | PA00083217    | Inscrit                | 1951           |      |
| Haus                                             |              | 5 Place Bir-Hakeim (Lage)                                           | PA00083218    | Inscrit                | 1951           |      |
| Haus                                             |              | 6 Place Bir-Hakeim (Lage)                                           | PA00083219    | Inscrit                | 1951           |      |
| Haus                                             |              | 7 Place Bir-Hakeim cours Victor-Hugo (Lage)                         | PA00083220    | Inscrit                | 1951           |      |
| Haus                                             |              | 8 Place Bir-Hakeim (Lage)                                           | PA00083221    | Inscrit                | 1951           |      |
| Haus                                             |              | 9 Place Bir-Hakeim (Lage)                                           | PA00083222    | Inscrit                | 1951           |      |
| Haus                                             |              | 10 Place Bir-Hakeim (Lage)                                          | PA00083223    | Inscrit                | 1951           |      |
| Haus                                             |              | 11 Place Bir-Hakeim (Lage)                                          | PA00083224    | Inscrit                | 1951           |      |
| Haus                                             |              | 12 Place Bir-Hakeim (Lage)                                          | PA00083225    | Inscrit                | 1951           |      |
| Haus                                             |              | 13 Place Bir-Hakeim (Lage)                                          | PA00083226    | Inscrit                | 1951           |      |
| Haus                                             |              | 2 Place de la Bourse (Lage)                                         | PA00083227    | Classé                 | 1916           |      |
| Haus                                             |              | 3 Place de la Bourse (Lage)                                         | PA00083228    | Classé                 | 1916           |      |
| Haus                                             |              | 4 Place de la Bourse (Lage)                                         | PA00083229    | Classé                 | 1916           |      |
| Haus                                             |              | 5 Place de la Bourse (Lage)                                         | PA00083230    | Classé                 | 1916           |      |
| Haus                                             |              | 6 Place de la Bourse (Lage)                                         | PA00083231    | Classé                 | 1917           |      |
| Haus                                             |              | 7 Place de la Bourse (Lage)                                         | PA00083232    | Classé                 | 1916           |      |
| Haus                                             |              | 8 Place de la Bourse (Lage)                                         | PA00083233    | Classé Inscrit         | 1917 1928      |      |
| Haus                                             |              | 9 Place de la Bourse (Lage)                                         | PA00083234    | Classé Inscrit         | 1916 1928      |      |
| Haus                                             |              | 10 Place de la Bourse (Lage)                                        | PA00083235    | Classé Inscrit         | 1916 1928      |      |
| Haus                                             |              | 11 Place de la Bourse (Lage)                                        | PA00083236    | Classé Inscrit         | 1918 1928      |      |
| Haus                                             |              | 12 Place de la Bourse (Lage)                                        | PA00083237    | Classé                 | 1916           |      |
| Haus                                             |              | 13 Place de la Bourse (Lage)                                        | PA00083238    | Classé                 | 1917           |      |
| Haus                                             |              | 14 Place de la Bourse (Lage)                                        | PA00083239    | Classé                 | 1917           |      |
| Haus                                             |              | 15 Place de la Bourse (Lage)                                        | PA00083240    | Classé                 | 1917           |      |
| Haus                                             |              | 16 Place de la Bourse (Lage)                                        | PA00083241    | Classé                 | 1916           |      |
| Haus                                             |              | 17 Place de la Bourse (Lage)                                        | PA00083242    | Classé                 | 1916           |      |
| Haus                                             |              | 18 Place de la Bourse (Lage)                                        | PA00083243    | Classé                 | 1916           |      |
| Haus                                             |              | 18bis Place de la Bourse (Lage)                                     | PA00083244    | Classé                 | 1916           |      |
| Haus                                             |              | 29 rue Chai-des-Farines 26 place du Palais (Lage)                   | PA00083245    | Inscrit                | 1964           |      |
| Haus                                             |              | 12 cours du Chapeau-Rouge (Lage)                                    | PA00083246    | Inscrit                | 1935           |      |
| Haus                                             |              | 48 cours du Chapeau-Rouge (Lage)                                    | PA00083247    | Inscrit                | 1965           |      |
| Haus                                             |              | 50 cours du Chapeau-Rouge (Lage)                                    | PA00083248    | Inscrit                | 1966           |      |
| Haus                                             |              | 52 cours du Chapeau-Rouge (Lage)                                    | PA00083249    | Inscrit                | 1965           |      |
| Haus                                             |              | 54 cours du Chapeau-Rouge Rue Sainte-Catherine (Lage)               | PA00083250    | Inscrit                | 1965           |      |
| Haus                                             |              | 116 quai des Chartrons (Lage)                                       | PA00083251    | Inscrit                | 1942           |      |
| Haus                                             |              | 2 quai de la Douane Rue Émile-Duployé (Lage)                        | PA00083252    | Inscrit                | 1951           |      |
| Haus                                             |              | 3 quai de la Douane (Lage)                                          | PA00083253    | Inscrit                | 1951           |      |
| Haus                                             |              | 4 quai de la Douane (Lage)                                          | PA00083254    | Inscrit                | 1951           |      |
| Haus                                             |              | 5 quai de la Douane (Lage)                                          | PA00083255    | Inscrit                | 1951           |      |
| Haus                                             |              | 6 quai de la Douane (Lage)                                          | PA00083256    | Inscrit                | 1951           |      |
| Haus                                             |              | 7 quai de la Douane (Lage)                                          | PA00083257    | Inscrit                | 1951           |      |
| Haus                                             |              | 8 quai de la Douan (Lage)                                           | PA00083258    | Inscrit                | 1951           |      |
| Haus                                             |              | 9 quai de la Douane Rue de la Cour-des-Aides (Lage)                 | PA00083259    | Inscrit                | 1951           |      |
| Haus                                             |              | 28 rue Ernest-Renan (Lage)                                          | PA00083912    | Inscrit                | 1992           |      |
| Haus                                             |              | 15 cours Georges-Clemenceau (Lage)                                  | PA00083260    | Inscrit                | 1965           |      |
| Haus                                             |              | 17 cours Georges-Clemenceau (Lage)                                  | PA00083261    | Inscrit                | 1965           |      |
| Haus                                             |              | 21, 23 cours Georges-Clemenceau 2, 4 rue Rolland (Lage)             | PA00083367    | Inscrit                | 1965 1995      |      |
| Haus                                             |              | 25 cours Georges-Clemenceau 1 rue Roland (Lage)                     | PA00083262    | Inscrit                | 1965           |      |
| Haus                                             |              | 1 quai de la Grave Rue des Faures (Lage)                            | PA00083263    | Inscrit                | 1951           |      |
| Haus                                             |              | 2 quai de la Grave (Lage)                                           | PA00083264    | Inscrit                | 1951           |      |
| Haus                                             |              | 3 quai de la Grave (Lage)                                           | PA00083265    | Inscrit                | 1951           |      |
| Haus                                             |              | 4 quai de la Grave (Lage)                                           | PA00083266    | Inscrit                | 1951           |      |
| Haus                                             |              | 5 quai de la Grave (Lage)                                           | PA00083267    | Inscrit                | 1951           |      |
| Haus                                             |              | 6 quai de la Grave (Lage)                                           | PA00083268    | Inscrit                | 1951           |      |
| Haus                                             |              | 7 quai de la Grave (Lage)                                           | PA00083269    | Inscrit                | 1951           |      |
| Haus                                             |              | 8 quai de la Grave (Lage)                                           | PA00083270    | Inscrit                | 1951           |      |
| Haus                                             |              | 9 quai de la Grave Rue des Allamandiers (Lage)                      | PA00083271    | Inscrit                | 1951           |      |
| Haus                                             |              | 6 cours de l’Intendance (Lage)                                      | PA00083272    | Inscrit                | 1965           |      |
| Haus                                             |              | 56, 58 cours de l’Intendance 1 rue Vital-Carles (Lage)              | PA00083273    | Inscrit                | 1965           |      |
| Haus                                             |              | 60 cours de l’Intendance (Lage)                                     | PA00083274    | Inscrit                | 1965           |      |
| Haus                                             |              | 28 rue du Mirail (Lage)                                             | PA33000020    | Inscrit                | 1999           |      |
| Haus                                             |              | 87 rue du Palais-Gallien (Lage)                                     | PA00083283    | Inscrit                | 1963           |      |
| Haus                                             |              | 1 Place du Parlement 24 rue Ferdinand-Philippart (Lage)             | PA00083285    | Inscrit                | 1952           |      |
| Haus                                             |              | 2 Place du Parlement (Lage)                                         | PA00083286    | Inscrit                | 1952           |      |
| Haus                                             |              | 3 Place du Parlement (Lage)                                         | PA00083287    | Inscrit                | 1952           |      |
| Haus                                             |              | 4 Place du Parlement (Lage)                                         | PA00083288    | Inscrit                | 1952           |      |
| Haus                                             |              | 5 Place du Parlement 31 rue du Parlement-Saint-Pierre (Lage)        | PA00083289    | Inscrit                | 1952           |      |
| Haus                                             |              | 6 Place du Parlement (Lage)                                         | PA00083290    | Inscrit                | 1952           |      |
| Haus                                             |              | 7 Place du Parlement (Lage)                                         | PA00083291    | Inscrit                | 1952           |      |
| Haus                                             |              | 8 Place du Parlement (Lage)                                         | PA00083292    | Inscrit                | 1952           |      |
| Haus                                             |              | 9 Place du Parlement (Lage)                                         | PA00083293    | Inscrit                | 1952           |      |
| Haus                                             |              | 10 Place du Parlement 1 rue du Parlement-Sainte-Catherine (Lage)    | PA00083294    | Inscrit                | 1952           |      |
| Haus                                             |              | 11 Place du Parlement (Lage)                                        | PA00083295    | Inscrit                | 1952           |      |
| Haus                                             |              | 12 Place du Parlement (Lage)                                        | PA00083296    | Inscrit                | 1952           |      |
| Haus                                             |              | 13 Place du Parlement 10 rue des Lauriers (Lage)                    | PA00083297    | Inscrit                | 1952           |      |
| Haus                                             |              | 14 Place du Parlement (Lage)                                        | PA00083298    | Inscrit                | 1952           |      |
| Haus                                             |              | 15 Place du Parlement (Lage)                                        | PA00083299    | Inscrit                | 1952           |      |
| Haus                                             |              | 16 Place du Parlement (Lage)                                        | PA00083300    | Inscrit                | 1952           |      |
| Haus                                             |              | 17 Place du Parlement (Lage)                                        | PA00083301    | Inscrit                | 1952           |      |
| Haus                                             |              | 18 Place du Parlement (Lage)                                        | PA00083302    | Inscrit                | 1952           |      |
| Haus                                             |              | 1 rue de la Porte-du-Caillou (Lage)                                 | PA00083303    | Inscrit                | 1951           |      |
| Haus                                             |              | 2 rue de la Porte-du-Caillou (Lage)                                 | PA00083304    | Inscrit                | 1951           |      |
| Haus                                             |              | 21 rue Raze (Lage)                                                  | PA00083870    | Inscrit                | 1990           |      |
| Haus                                             |              | 1 quai Richelieu Rue de la Cour-des-Aides (Lage)                    | PA00083305    | Inscrit                | 1951           |      |
| Haus                                             |              | 2 quai Richelieu (Lage)                                             | PA00083306    | Inscrit                | 1951           |      |
| Haus                                             |              | 3 quai Richelieu Rue du quai Bourgeois (Lage)                       | PA00083307    | Inscrit                | 1951           |      |
| Haus                                             |              | 4 quai Richelieu Rue du quai Bourgeois (Lage)                       | PA00083308    | Inscrit                | 1951           |      |
| Haus                                             |              | 5 quai Richelieu (Lage)                                             | PA00083309    | Inscrit                | 1951           |      |
| Haus                                             |              | 6 quai Richelieu (Lage)                                             | PA00083310    | Inscrit                | 1951           |      |
| Haus                                             |              | 7 quai Richelieu (Lage)                                             | PA00083311    | Inscrit                | 1951           |      |
| Haus                                             |              | 8 quai Richelieu (Lage)                                             | PA00083312    | Inscrit                | 1951           |      |
| Haus                                             |              | 9 quai Richelieu (Lage)                                             | PA00083313    | Inscrit                | 1951           |      |
| Haus                                             |              | 10 quai Richelieu (Lage)                                            | PA00083314    | Inscrit                | 1951           |      |
| Haus                                             |              | 11 quai Richelieu (Lage)                                            | PA00083315    | Inscrit                | 1951           |      |
| Haus                                             |              | 12 quai Richelieu (Lage)                                            | PA00083316    | Inscrit                | 1951           |      |
| Haus                                             |              | 13 quai Richelieu Rue du quai Bourgeois (Lage)                      | PA00083317    | Inscrit                | 1951           |      |
| Haus                                             |              | 14 quai Richelieu Rue du quai Bourgeois (Lage)                      | PA00083318    | Inscrit                | 1951           |      |
| Haus                                             |              | 14bis quai Richelieu (Lage)                                         | PA00083319    | Inscrit                | 1951           |      |
| Haus                                             |              | 15 quai Richelieu (Lage)                                            | PA00083320    | Inscrit                | 1951           |      |
| Haus                                             |              | 16 quai Richelieu (Lage)                                            | PA00083321    | Inscrit                | 1951           |      |
| Haus                                             |              | 17 quai Richelieu (Lage)                                            | PA00083322    | Inscrit                | 1951           |      |
| Haus                                             |              | 18 quai Richelieu (Lage)                                            | PA00083323    | Inscrit                | 1951           |      |
| Immeuble                                         |              | 19 quai Richelieu (Lage)                                            | PA00083324    | Inscrit                | 1951           |      |
| Haus                                             |              | 20 quai Richelieu (Lage)                                            | PA00083325    | Inscrit                | 1951           |      |
| Immeuble                                         |              | 21 quai Richelieu (Lage)                                            | PA00083326    | Inscrit                | 1951           |      |
| Haus                                             |              | 22 quai Richelieu Rue de la Porte-du-Caillou (Lage)                 | PA00083327    | Inscrit                | 1951           |      |
| Haus                                             |              | 23 quai Richelieu Rue de la Porte-du-Caillou (Lage)                 | PA00083328    | Inscrit                | 1951           |      |
| Haus                                             |              | 24 quai Richelieu (Lage)                                            | PA00083329    | Inscrit                | 1951           |      |
| Haus                                             |              | 25 quai Richelieu (Lage)                                            | PA00083330    | Inscrit                | 1951           |      |
| Haus                                             |              | 26 quai Richelieu (Lage)                                            | PA00083331    | Inscrit                | 1951           |      |
| Haus                                             |              | 27 quai Richelieu (Lage)                                            | PA00083332    | Inscrit                | 1951           |      |
| Haus                                             |              | 28 quai Richelieu (Lage)                                            | PA00083333    | Inscrit                | 1951           |      |
| Haus                                             |              | 29 quai Richelieu (Lage)                                            | PA00083334    | Inscrit                | 1951           |      |
| Haus                                             |              | 30 quai Richelieu (Lage)                                            | PA00083335    | Inscrit                | 1951           |      |
| Haus                                             |              | 31 quai Richelieu (Lage)                                            | PA00083336    | Inscrit                | 1951           |      |
| Haus                                             |              | 32 quai Richelieu (Lage)                                            | PA00083337    | Inscrit                | 1951           |      |
| Haus                                             |              | 33 quai Richelieu (Lage)                                            | PA00083338    | Inscrit                | 1951           |      |
| Haus                                             |              | 34 quai Richelieu Rue du quai Bourgeois (Lage)                      | PA00083339    | Inscrit                | 1951           |      |
| Haus                                             |              | 35 quai Richelieu Rue du quai Bourgeois (Lage)                      | PA00083340    | Inscrit                | 1951           |      |
| Haus                                             |              | 36 quai Richelieu (Lage)                                            | PA00083341    | Inscrit                | 1951           |      |
| Haus                                             |              | 37 quai Richelieu cours d’Alsace (Lage)                             | PA00083342    | Inscrit                | 1951           |      |
| Haus                                             |              | 38 quai Richelieu cours d’Alsace (Lage)                             | PA00083343    | Inscrit                | 1951           |      |
| Haus                                             |              | 39 quai Richelieu (Lage)                                            | PA00083344    | Inscrit                | 1951           |      |
| Haus                                             |              | 40 quai Richelieu (Lage)                                            | PA00083345    | Inscrit                | 1951           |      |
| Haus                                             |              | 41 quai Richelieu (Lage)                                            | PA00083346    | Inscrit                | 1951           |      |
| Haus                                             |              | 42 quai Richelieu (Lage)                                            | PA00083347    | Inscrit                | 1951           |      |
| Haus                                             |              | 43 quai Richelieu (Lage)                                            | PA00083348    | Inscrit                | 1951           |      |
| Haus                                             |              | 44 quai Richelieu (Lage)                                            | PA00083349    | Inscrit                | 1951           |      |
| Haus                                             |              | 45 quai Richelieu (Lage)                                            | PA00083350    | Inscrit                | 1951           |      |
| Haus                                             |              | 46 quai Richelieu Rue des Portalets (Lage)                          | PA00083351    | Inscrit                | 1951           |      |
| Haus                                             |              | 47 quai Richelieu Rue des Portalets (Lage)                          | PA00083352    | Inscrit                | 1951           |      |
| Haus                                             |              | 48 quai Richelieu (Lage)                                            | PA00083353    | Inscrit                | 1951           |      |
| Haus                                             |              | 49 quai Richelieu (Lage)                                            | PA00083354    | Inscrit                | 1951           |      |
| Haus                                             |              | 50 quai Richelieu (Lage)                                            | PA00083355    | Inscrit                | 1951           |      |
| Haus                                             |              | 51 quai Richelieu (Lage)                                            | PA00083356    | Inscrit                | 1951           |      |
| Haus                                             |              | 52 quai Richelieu (Lage)                                            | PA00083357    | Inscrit                | 1951           |      |
| Haus                                             |              | 53 quai Richelieu (Lage)                                            | PA00083358    | Inscrit                | 1951           |      |
| Haus                                             |              | 54 quai Richelieu (Lage)                                            | PA00083359    | Inscrit                | 1951           |      |
| Haus                                             |              | 55 quai Richelieu (Lage)                                            | PA00083360    | Inscrit                | 1951           |      |
| Haus                                             |              | 56 quai Richelieu (Lage)                                            | PA00083361    | Inscrit                | 1951           |      |
| Haus                                             |              | 57 quai Richelieu (Lage)                                            | PA00083362    | Inscrit                | 1951           |      |
| Haus                                             |              | 58 quai Richelieu (Lage)                                            | PA00083363    | Inscrit                | 1951           |      |
| Haus                                             |              | 59 quai Richelieu (Lage)                                            | PA00083364    | Inscrit                | 1951           |      |
| Haus                                             |              | 60 quai Richelieu (Lage)                                            | PA00083365    | Inscrit                | 1951           |      |
| Haus                                             |              | 61 quai Richelieu Place Bir-Hakeim (Lage)                           | PA00083366    | Inscrit                | 1951           |      |
| Haus                                             |              | 1 quai des Salinières (Lage)                                        | PA00083368    | Inscrit                | 1951           |      |
| Haus                                             |              | 1bis quai des Salinières (Lage)                                     | PA00083369    | Inscrit                | 1951           |      |
| Haus                                             |              | 2 quai des Salinières (Lage)                                        | PA00083370    | Inscrit                | 1951           |      |
| Haus                                             |              | 3 quai des Salinières (Lage)                                        | PA00083371    | Inscrit                | 1951           |      |
| Haus                                             |              | 4 quai des Salinières (Lage)                                        | PA00083372    | Inscrit                | 1951           |      |
| Haus                                             |              | 5 quai des Salinières (Lage)                                        | PA00083373    | Inscrit                | 1951           |      |
| Haus                                             |              | 6 quai des Salinières Rue Maubec (Lage)                             | PA00083374    | Inscrit                | 1951           |      |
| Haus                                             |              | 7 quai des Salinières Rue Maubec (Lage)                             | PA00083375    | Inscrit                | 1951           |      |
| Haus                                             |              | 8 quai des Salinières (Lage)                                        | PA00083376    | Inscrit                | 1954           |      |
| Haus                                             |              | 9 quai des Salinières (Lage)                                        | PA00083377    | Inscrit                | 1951           |      |
| Haus                                             |              | 10 quai des Salinières (Lage)                                       | PA00083378    | Inscrit                | 1951           |      |
| Haus                                             |              | 11 quai des Salinières (Lage)                                       | PA00083379    | Inscrit                | 1951           |      |
| Haus                                             |              | 12 quai des Salinières (Lage)                                       | PA00083380    | Inscrit                | 1951           |      |
| Haus                                             |              | 13 quai des Salinières Rue de la Tour-du-Pin (Lage)                 | PA00083381    | Inscrit                | 1951           |      |
| Haus                                             |              | 14 quai des Salinières Rue de la Tour-du-Pin (Lage)                 | PA00083382    | Inscrit                | 1951           |      |
| Haus                                             |              | 15 quai des Salinières (Lage)                                       | PA00083383    | Inscrit                | 1951           |      |
| Haus                                             |              | 16 quai des Salinières (Lage)                                       | PA00083384    | Inscrit                | 1951           |      |
| Haus                                             |              | 17 quai des Salinières (Lage)                                       | PA00083385    | Inscrit                | 1951           |      |
| Haus                                             |              | 18 quai des Salinières (Lage)                                       | PA00083386    | Inscrit                | 1951           |      |
| Haus                                             |              | 19 quai des Salinières (Lage)                                       | PA00083387    | Inscrit                | 1951           |      |
| Haus                                             |              | 20 quai des Salinières (Lage)                                       | PA00083388    | Inscrit                | 1951           |      |
| Haus                                             |              | 21 quai des Salinières (Lage)                                       | PA00083389    | Inscrit                | 1951           |      |
| Haus                                             |              | 22 quai des Salinières Rue des Faures (Lage)                        | PA00083390    | Inscrit                | 1951           |      |
| Haus                                             |              | 37 Allées de Tourny 14 cours Tournon (Lage)                         | PA00083392    | Inscrit                | 1965           |      |
| Haus                                             |              | 58 Allées de Tourny (Lage)                                          | PA00083393    | Inscrit                | 1974           |      |
| Haus                                             |              | 60 Allées de Tourny 36 rue Condillac (Lage)                         | PA00083394    | Inscrit                | 1965           |      |
| Haus                                             |              | 62 Allées de Tourny 77 rue Condillac (Lage)                         | PA00083395    | Inscrit                | 1965           |      |
| Haus                                             |              | 1 place Tourny (Lage)                                               | PA00083391    | Inscrit                | 1965           |      |
| Haus                                             |              | 1 cours Victor-Hugo (Lage)                                          | PA00083396    | Inscrit                | 1951           |      |
| Haus                                             |              | 2 cours Victor-Hugo (Lage)                                          | PA00083397    | Inscrit                | 1951           |      |
| Haus                                             |              | 3 cours Victor-Hugo (Lage)                                          | PA00083398    | Inscrit                | 1951           |      |
| Haus                                             |              | 4 cours Victor-Hugo (Lage)                                          | PA00083399    | Inscrit                | 1951           |      |
| Haus                                             |              | 5 cours Victor-Hugo (Lage)                                          | PA00083400    | Inscrit                | 1951           |      |
| Haus                                             |              | 7 cours Victor-Hugo (Lage)                                          | PA00083401    | Inscrit                | 1951           |      |
| Jesuitennoviziat                                 |              | 5 rue du Noviciat (Lage)                                            | PA00083275    | Inscrit                | 1965           |      |
| Jesuitennoviziat                                 |              | 7 rue du Noviciat (Lage)                                            | PA00083276    | Inscrit                | 1965           |      |
| Jesuitennoviziat                                 |              | 9 rue du Noviciat (Lage)                                            | PA00083277    | Inscrit                | 1965           |      |
| Jesuitennoviziat                                 |              | 11 rue du Noviciat (Lage)                                           | PA00083278    | Inscrit                | 1965           |      |
| Jesuitennoviziat                                 |              | 13 rue du Noviciat (Lage)                                           | PA00083279    | Inscrit                | 1965           |      |
| Jesuitennoviziat                                 |              | 15 rue du Noviciat (Lage)                                           | PA00083280    | Inscrit                | 1965           |      |
| Jesuitennoviziat                                 |              | 17 rue du Noviciat (Lage)                                           | PA00083281    | Inscrit                | 1965           |      |
| Jesuitennoviziat                                 |              | 19 rue du Noviciat (Lage)                                           | PA00083282    | Inscrit                | 1965           |      |
| Taubstummenanstalt                               |              | 87 rue de l’Abbé-de-l’Épée (Lage)                                   | PA33000131    | Inscrit                | 2010           |      |
| Parkanlage                                       |              | (Lage)                                                              | PA00083402    | Inscrit                | 1935           |      |
| Magasin des vivres de la Marine                  |              | 1 rue Achard Place Victor-Raulin (Lage)                             | PA00083403    | Classé                 | 1991           |      |
| Mairerie                                         |              | 20 rue des Ayres (Lage)                                             | PA00125238    | Inscrit                | 1993           |      |
| Haus                                             |              | 57 rue Albert-Barraud (Lage)                                        | PA33000094    | Inscrit                | 2007           |      |
| Maison Jean-Jacques Bosc                         |              | 7 rue du Chai des Farines (Lage)                                    | PA33000158    | Inscrit                | 2012           |      |
| Haus                                             |              | 89 rue Camille-Sauvageau (Lage)                                     | PA00083470    | Inscrit                | 1941           |      |
| Haus                                             |              | 16 rue Ferdinand-Philippart (Lage)                                  | PA00083406    | Inscrit                | 1927           |      |
| Haus                                             |              | 1 Place Gambetta (Lage)                                             | PA00083407    | Inscrit                | 1927           |      |
| Haus                                             |              | 2 Place Gambetta (Lage)                                             | PA00083408    | Inscrit                | 1927           |      |
| Haus                                             |              | 3 Place Gambetta (Lage)                                             | PA00083409    | Inscrit                | 1927           |      |
| Haus                                             |              | 4 Place Gambetta (Lage)                                             | PA00083410    | Inscrit                | 1927           |      |
| Haus                                             |              | 5 Place Gambetta (Lage)                                             | PA00083411    | Inscrit                | 1927           |      |
| Haus                                             |              | 6 Place Gambetta (Lage)                                             | PA00083412    | Inscrit                | 1927           |      |
| Haus                                             |              | 7 Place Gambetta (Lage)                                             | PA00083413    | Inscrit                | 1927           |      |
| Haus                                             |              | 8 Place Gambetta (Lage)                                             | PA00083414    | Inscrit                | 1927           |      |
| Haus                                             |              | 9 Place Gambetta (Lage)                                             | PA00083415    | Inscrit                | 1927           |      |
| Haus                                             |              | 10 Place Gambetta (Lage)                                            | PA00083416    | Inscrit                | 1927           |      |
| Haus                                             |              | 11 Place Gambetta (Lage)                                            | PA00083417    | Classé                 | 1954           |      |
| Haus                                             |              | 12 Place Gambetta (Lage)                                            | PA00083418    | Inscrit                | 1927           |      |
| Haus                                             |              | 12bis Place Gambetta (Lage)                                         | PA00083419    | Classé                 | 1954           |      |
| Haus                                             |              | 13 Place Gambetta (Lage)                                            | PA00083420    | Inscrit                | 1927           |      |
| Haus                                             |              | 13bis Place Gambetta (Lage)                                         | PA00083421    | Inscrit                | 1927           |      |
| Haus                                             |              | 14 Place Gambetta (Lage)                                            | PA00083422    | Inscrit                | 1927           |      |
| Haus                                             |              | 14bis Place Gambetta (Lage)                                         | PA00083423    | Inscrit                | 1927           |      |
| Haus                                             |              | 15 Place Gambetta (Lage)                                            | PA00083425    | Inscrit                | 1927           |      |
| Haus                                             |              | 16 Place Gambetta (Lage)                                            | PA00083426    | Inscrit                | 1927           |      |
| Haus                                             |              | 17 Place Gambetta (Lage)                                            | PA00083427    | Inscrit                | 1927           |      |
| Haus                                             |              | 18 Place Gambetta 1 rue Bouffard (Lage)                             | PA00083428    | Inscrit                | 1927           |      |
| Haus                                             |              | 19 Place Gambetta (Lage)                                            | PA00083429    | Inscrit                | 1927           |      |
| Haus                                             |              | 20 Place Gambetta (Lage)                                            | PA00083430    | Inscrit                | 1927           |      |
| Haus                                             |              | 21 Place Gambetta 1 Rue Dauphine (Lage)                             | PA00083431    | Inscrit                | 1927           |      |
| Haus                                             |              | 22 Place Gambetta (Lage)                                            | PA00083432    | Inscrit                | 1927           |      |
| Haus                                             |              | 24 Place Gambetta (Lage)                                            | PA00083433    | Classé                 | 1963           |      |
| Haus                                             |              | 25 Place Gambetta (Lage)                                            | PA00083434    | Inscrit                | 1927           |      |
| Haus                                             |              | 26 Place Gambetta (Lage)                                            | PA00083435    | Inscrit                | 1927           |      |
| Haus                                             |              | 28 Place Gambetta (Lage)                                            | PA00083436    | Inscrit                | 1927           |      |
| Haus                                             |              | 29 Place Gambetta (Lage)                                            | PA00083437    | Inscrit                | 1927           |      |
| Haus                                             |              | 30 Place Gambetta (Lage)                                            | PA00083438    | Inscrit                | 1927           |      |
| Haus                                             |              | 32 Place Gambetta (Lage)                                            | PA00083439    | Inscrit                | 1927           |      |
| Haus                                             |              | 33 Place Gambetta (Lage)                                            | PA00083440    | Inscrit                | 1927           |      |
| Haus                                             |              | 34 Place Gambetta (Lage)                                            | PA00083441    | Inscrit                | 1927           |      |
| Haus                                             |              | 35 Place Gambetta (Lage)                                            | PA00083442    | Inscrit                | 1927           |      |
| Haus                                             |              | 36 Place Gambetta (Lage)                                            | PA00083443    | Inscrit                | 1927           |      |
| Haus                                             |              | 37 Place Gambetta 2 rue Judaïque (Lage)                             | PA00083444    | Inscrit                | 1927           |      |
| Haus                                             |              | 38 Place Gambetta 2 rue du Palais-Gallien (Lage)                    | PA00083445    | Inscrit                | 1927           |      |
| Haus                                             |              | 39 Place Gambetta (Lage)                                            | PA00083446    | Inscrit                | 1927           |      |
| Haus                                             |              | 40 Place Gambetta (Lage)                                            | PA00083447    | Inscrit                | 1927           |      |
| Haus                                             |              | 41 Place Gambetta (Lage)                                            | PA00083448    | Inscrit                | 1927           |      |
| Haus                                             |              | 42 Place Gambetta (Lage)                                            | PA00083449    | Inscrit                | 1927           |      |
| Haus                                             |              | 43 Place Gambetta (Lage)                                            | PA00083450    | Inscrit                | 1927           |      |
| Haus                                             |              | 44 Place Gambetta (Lage)                                            | PA00083451    | Inscrit                | 1927           |      |
| Haus                                             |              | 45 Place Gambetta (Lage)                                            | PA00083452    | Inscrit                | 1927           |      |
| Haus                                             |              | 46 Place Gambetta (Lage)                                            | PA00083453    | Inscrit                | 1927           |      |
| Haus                                             |              | 47 Place Gambetta (Lage)                                            | PA00083454    | Inscrit                | 1927           |      |
| Haus                                             |              | 14ter Place Gambetta (Lage)                                         | PA00083424    | Inscrit                | 1927           |      |
| Haus                                             |              | 2 rue Georges-Bonnac (Lage)                                         | PA00083405    | Inscrit                | 1927           |      |
| Haus                                             |              | 1 cours Georges-Clemenceau (Lage)                                   | PA00083455    | Inscrit                | 1927           |      |
| Haus                                             |              | 2 cours Georges-Clemenceau (Lage)                                   | PA00083456    | Inscrit                | 1927           |      |
| Haus                                             |              | 3 cours Georges-Clemenceau (Lage)                                   | PA00083457    | Inscrit                | 1927           |      |
| Haus                                             |              | 4 cours Georges-Clemenceau 65, 67, 69 cours de l’Intendance (Lage)  | PA00083458    | Inscrit                | 1927           |      |
| Haus                                             |              | 5 cours Georges-Clemenceau (Lage)                                   | PA00083459    | Inscrit                | 1927           |      |
| Haus                                             |              | 68 cours de l’Intendance (Lage)                                     | PA00083460    | Inscrit                | 1927           |      |
| Haus                                             |              | 70 cours de l’Intendance (Lage)                                     | PA00083461    | Inscrit                | 1927           |      |
| Haus                                             |              | 72 cours de l’Intendance (Lage)                                     | PA00083462    | Inscrit                | 1927           |      |
| Haus                                             |              | 74 cours de l’Intendance (Lage)                                     | PA00083463    | Inscrit                | 1927           |      |
| Haus                                             |              | 14 rue Malbec (Lage)                                                | PA33000086    | Inscrit                | 2005           |      |
| Haus                                             |              | 13 rue des Menuts (Lage)                                            | PA33000124    | Inscrit                | 2007           |      |
| Haus                                             |              | 1 rue du Palais-Gallien 1 rue Judaïque (Lage)                       | PA00083464    | Inscrit                | 1927           |      |
| Haus                                             |              | 2 rue Pilet (Lage)                                                  | PA00083465    | Inscrit                | 1928           |      |
| Haus                                             |              | 90 rue Porte-Dijeaux 1 rue des Remparts (Lage)                      | PA00083466    | Inscrit                | 1927           |      |
| Haus                                             |              | 109 rue Porte-Dijeaux (Lage)                                        | PA00083467    | Inscrit                | 1927           |      |
| Haus                                             |              | 111 rue Porte-Dijeaux (Lage)                                        | PA00083468    | Inscrit                | 1927           |      |
| Haus                                             |              | 20 rue Sainte-Colombe (Lage)                                        | PA00083469    | Inscrit                | 1959           |      |
| Maison Acquart                                   |              | 8 rue Porte-Saint-Jean 23 rue Ausone (Lage)                         | PA33000003    | Inscrit                | 1996           |      |
| Maison de Bourdieu de la Jalle                   |              | 99 rue Pasteur (Lage)                                               | PA33000082    | Inscrit                | 2005           |      |
| Maison cantonale de La Bastide                   |              | Rue du Château neuf Rue des Nuits (Lage)                            | PA00132929    | Inscrit                | 1994           |      |
| Maison Couturier                                 |              | 28 rue Rénière 25 impasse de la Fontaine-Bouquière (Lage)           | PA33000125    | Classé                 | 2010           |      |
| Maison Frugès                                    |              | 63 Place des Martyrs-de-la-Résistance (Lage)                        | PA00083404    | Classé                 | 1992           |      |
| Maison hollandaise                               |              | 28 quai des Chartrons (Lage)                                        | PA00083868    | Inscrit                | 1990           |      |
| Maison hollandaise                               |              | 29 quai des Chartrons (Lage)                                        | PA00083869    | Inscrit                | 1989           |      |
| Maison de Montaigne                              |              | 23 rue de la Rousselle (Lage)                                       | PA00083899    | Inscrit                | 1991           |      |
| Tabakmanufaktur                                  |              | Place Rodesse (Lage)                                                | PA00083871    | Inscrit                | 1990           |      |
| Kriegerdenkmal 1914–1918                         |              | Place du 11 Novembre (Lage)                                         | PA33000184    | Inscrit                | 2015           |      |
| Monument aux Girondins                           |              | Esplanade des Quinconces Quai Louis-XVIII (Lage)                    | PA33000074    | Classé                 | 2011           |      |
| Musée national des Douanes                       |              | 1 quai de la Douane (Lage)                                          | PA00083193    | Classé                 | 1914 1961      |      |
| Palais Gallien                                   |              | Rue du docteur Albert-Barraud (Lage)                                | PA00083156    | Classé                 | 1840           |      |
| Justizpalast                                     |              | Place de la République (Lage)                                       | PA00083471    | Inscrit                | 1979           |      |
| Palais Rohan                                     |              | Place Pey-Berland (Lage)                                            | PA00083157    | Inscrit Classé         | 1997           |      |
| Passage                                          |              | 82 quai des Chartrons (Lage)                                        | PA00083901    | Inscrit                | 1991           |      |
| Passerelle Eiffel                                |              | (Lage)                                                              | PA33000110    | Classé                 | 2010           |      |
| Pavillon de musique                              |              | Rue Saint-Laurent Rue du Jardin-des-Plantes (Lage)                  | PA00083472    | Inscrit                | 1935           |      |
| Petit hôtel Labottière                           |              | 13 rue Saint-Laurent (Lage)                                         | PA00083202    | Classé                 | 2001           |      |
| Piscine Judaïque                                 |              | Rue Judaïque 45 rue Chauffour (Lage)                                | PA00083167    | Inscrit                | 1928 1996      |      |
| Place du Parlement                               |              | Place du Parlement (Lage)                                           | PA00083284    | Inscrit                | 1952           |      |
| Pont de pierre                                   |              | (Lage)                                                              | PA33000067    | Inscrit                | 2002           |      |
| Porte d’Aquitaine                                |              | Place de la Victoire (Lage)                                         | PA00083473    | Inscrit                | 1931           |      |
| Porte de Bourgogne                               |              | Place Bir-Hakeim Cours Victor-Hugo (Lage)                           | PA00083474    | Classé                 | 1921           |      |
| Porte Cailhau                                    |              | Rue de la Porte-Cailhau (Lage)                                      | PA00083477    | Classé                 | 1883           |      |
| Porte Dijeaux                                    |              | Rue Porte-Dijeaux (Lage)                                            | PA00083475    | Classé                 | 1921           |      |
| Porte de la Monnaie                              |              | Quai de la Monnaie Quai Sainte-Croix (Lage)                         | PA00083476    | Inscrit                | 1965           |      |
| Temple des Chartrons                             |              | Rue Notre-Dame (Lage)                                               | PA00083478    | Inscrit                | 1975           |      |
| Theater Alhambra                                 |              | 24 rue d’Alzon (Lage)                                               | PA00083479    | Inscrit                | 1984           |      |
| Tour du Greffe                                   |              | 57 rue Saint-James (Lage)                                           | PA33000015    | Inscrit                | 1997           |      |
| Tour Pey-Berland                                 |              | (Lage)                                                              | PA00083480    | Classé                 | 1862           |      |

## Liste der Objekte

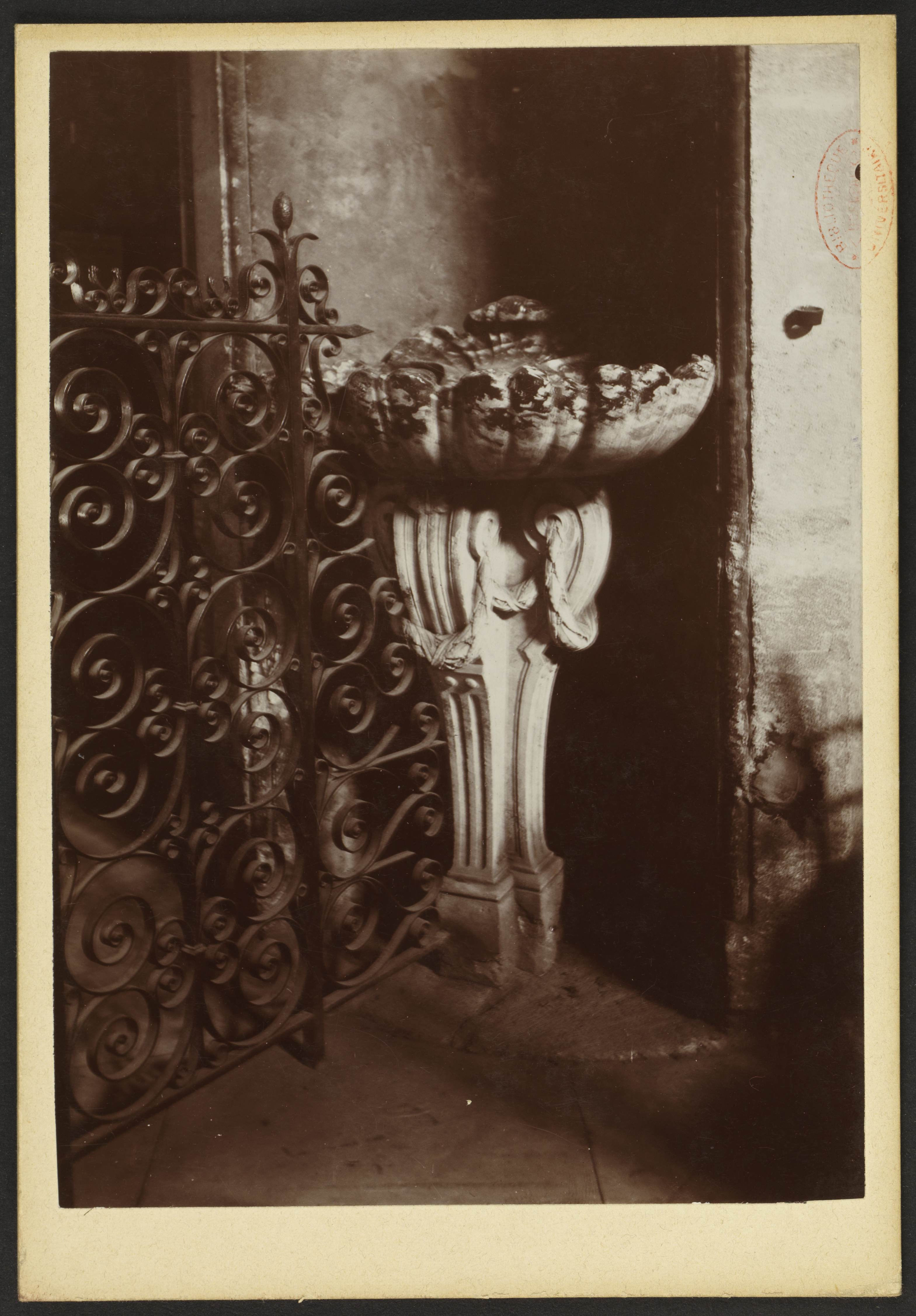
Weihwasserbecken in der Basilika Saint-Seurin in Bordeaux (Foto von Jean-Auguste Brutails, um 1900)

- Monuments historiques (Objekte) in Bordeaux in der Base Palissy des französischen Kultusministeriums

Siehe auch: Weihwasserbecken St-Seurin (Bordeaux)